# Hugo Bernatzik
Hugo Adolf Bernatzik (Viena, 26 de março de 1897 – Viena, 9 de março de 1953) foi um antropólogo e fotógrafo austríaco.
Bernatzik foi o fundador do conceito de antropologia alternativa.
Muito cedo viúvo, passou a fazer extensas viagens e expedições em que fotografava os indígenas, e que passou a ser a sua profissão e paixão: Espanha e noroeste da África em 1924; Egito e Somália em 1925; Sudão Anglo-Egípcio em  1927; Roménia e Albânia entre 1926 e 1930; Guiné Portuguesa em 1930/31 (com Bernhard Struck, do Museu de Etnologia de Dresden); Ilhas Salomão Britânicas, Nova Guiné Britânica e Bali (Indonésia) em 1932/33; Lapónia em 1934; Birmânia, Tailândia e Indochina Francesa (Vietname, Laos, Camboja) em 1936/37; e Marrocos Francês em 1949/50.
Bernatzik financiava a sua investigação antropológica como escritor de viagens e cientista freelancer, publicando reportagens fotográficas, dando palestras e comprando coleções para museus etnológicos na Alemanha e Suíça.

## Obras
- Zwischen weissem Nil und Belgisch-Kongo. L. W. Seidel & Sohn, Viena 1929.
- Gari-Gari, The Call of the African Wilderness. London: Constabel & Co. 1936. New York: H. Holt & Co. 1936 (Vienna: L.W. Seidel & Sohn 1930).
- Albanien. Das Land der Schkipetaren. 204 photos, L.W. Wien: Seidel & Sohn 1930.
- The Dark Continent, Afrika. London: "The Studio" Ltd. 1931. New York: B. Westermann 1931, (Berlim: Atlantis 1930).
- Geheimnisvolle Inseln Tropenafrikas. Das Reich der Bidyogo auf den Bissagos Inseln, Wasmuth, Berlim-Zurique 1933
- Äthiopen des Westens. Portugiesisch Guinea, 2 vols., 378 fotos, contrib. de Bernhard Struck, L.W. Seidel & Sohn, Viena 1933.
- Südsee. Travels in the South Sea, Londres: Constable & Co. 1935. New York: H. Holt &  Co. 1935 (Leipzig: Bibliographisches Institut 1934).
- Lapland, Overland with the Nomad Lapps, London: Constabel & Co. 1938. New York: R.M. McBride & Co. 1938 (Viena: L.W. Seidel & Sohn 1935).
- Owa Raha, Wien-Leipzig-Olten: Bernina Verlag 1936.
- The Spirits of the Yellow Leaves, with collaboration of Emmy Bernatzik. London: R. Hale 1956. (Munique: Bertelsmann 1938).
- Akha e Miao, Problems of Applied Ethnography in Farther India, 763 pp., New Haven: Human Relation Area Files 1970. (2 vols., 568 pp., 108 ph., Innsbruck: Wagner'schen Univ.-Buchdruckerei 1947).
- Die Große Völkerkunde. Sitten, Gebräuche und Wesen fremder Völker, editor principal e co-autor, contrib. de 12 autores, 3 vols., Leipzig: Bibliographisches Institut 1939.
- Die Neue große Völkerkunde. Völker und Kulturen der Erde in Wort und Bild, editor principal e co-autor, rev. da ed. de 1939, contrib. de 13 autores. 3 vols. 1280 ph., 1525 pp., Frankfurt am Main: Herkul 1954.
- Afrika. Handbuch der angewandten Völkerkunde, 2 vols, editor principal e co-autor, contribuições de 32 autores da Alemanha, Áustria, França, Itália, Bélgica. Innsbruck: Wagner'schen Univ.- Buchdruckerei 1947.